# Ru t;
《ru:t;》는 2010년 5월 20일 발매된 먼데이키즈의 네 번째 정규앨범이다.